# تقرير أسود
التقرير الأسود هو وثيقة صدرت عام 1980 من قبل وزارة الصحة والضمان الاجتماعي (الآن وزارة الصحة والرعاية الاجتماعية) في المملكة المتحدة، الذي كان تقرير لجنة الخبراء المعنيّة بعدم المساواة الصحية برئاسة السير دوغلاس بلاك. لقد ثبت أنه على الرغم من تحسن الصحة بشكل عام منذ إدخال دولة الرفاهيّة، إلّا أنه كانت هناك عدم مساواة صحية واسعة النطاق. كما وجد أن السبب الرئيسي لهذه التفاوتات هو عدم المساواة الاقتصادية. وأظهر التقرير أن معدل الوفيات بين الرجال في الطبقة الاجتماعية الخامسة كان ضعف معدل الوفيات بين الرجال في الطبقة الاجتماعية الأولى وأن الفجوة بين الاثنين آخذة في التزايد، وليس في الانخفاض كما كان متوقعاً.

## إعداد
تم إعداد التقرير الأسود في مارس 1977 من قبل ديفيد إينالز، وزير العمل، بعد نشر مقال من صفحتين بقلم ريتشارد جي ويلكنسون في المجتمع الجديد، في 16 ديسمبر 1976، بعنوان عزيزي ديفيد إينالز. وكان التقرير جاهزاً تقريباً للنشر في أوائل عام 1979.
في الانتخابات العامة التي جرت في 3 مايو 1979، حيث تم انتخاب المحافظين. لم يتم إصدار التقرير الأسود حتى عام 1980 من قبل حكومة المحافظين. تم نشر التقرير الأسود في عطلة البنوك في أغسطس مع توفير 260 نسخة فقط لوسائل الإعلام في ذلك اليوم. رفضت المقدمة التي كتبها باتريك جينكين "وجهة النظر القائلة بأن أسباب عدم المساواة في الصحة عميقة الجذور بحيث لا يمكن تغيير هذا النمط إلّا من خلال برنامج كبير وواسع النطاق للإنفاق العام". وأوضح "أن الإنفاق الإضافي بالحجم الذي يمكن أن ينجم عن توصيات التقرير - يمكن أن يصل المبلغ المعني إلى ما يزيد عن 2 مليار جنيه إسترليني سنويًا - غير واقعي تمامًا في ظل الظروف الاقتصادية الحالية أو المستقبلية، بصرف النظر تمامًا عن أي حكم قد يؤدي إلى حدوث ذلك". تتشكل من فعالية هذا الإنفاق في التعامل مع المشكلات التي تم تحديدها.
كان للتقرير تأثير كبير على الفكر السياسي في المملكة المتحدة وخارجها. وأدى ذلك إلى تقييم أجراه مكتب التعاون الاقتصادي والتنمية ومنظمة الصحة العالمية لعدم المساواة الصحية في 13 دولة.

## تأثير
قامت البروفيسورة كلير بامبرا في عام 2016 بمقارنة التقرير بكل من تقرير أتشيسون وتقرير مايكل مارموت اللاحقين. صدر تقرير أتشيسون في مناخ أكثر ملاءمة من أي منهما. وقالت إنه بين عامي 1997 و2003 على الأقل، عكست السياسة الصحية في جميع أنحاء المملكة المتحدة بعض الأفكار الواردة في تقارير بلاك وأتشيسون. وكان هناك تأكيداً مستمراً على الحاجة إلى معالجة المحددات الاجتماعية والاقتصادية لعدم المساواة في مجال الصحة، فضلاً عن الالتزام باستخدام السياسات الحكومية الشاملة لمعالجة عدم المساواة في مجال الصحة. والأهم من ذلك أنه بحلول عام 2004، تم إدخال أهداف وطنية للحد من عدم المساواة الصحية مع التركيز على متوسط العمر المتوقع ومعدل وفيات الرضع. تم تقديم سلسلة من المبادرات - مناطق العمل الصحي، ومراكز الحياة الصحية، وبرامج تحسين الصحة، والصفقة الجديدة للمجتمعات. ولكن ربما بسبب هذه المبادرات، ابتعدت سياسة الصحة العامة في الفترة من 2004 إلى 2007 عن المحددات الاجتماعية والاقتصادية وركزت بدلاً من ذلك بشكل أكبر على الخدمات الصحية وسلوكيات نمط الحياة.
تم التخلي عن أهداف عدم المساواة الصحية في جميع أنحاء المملكة المتحدة في عام 2011. وكان تأثير السياسة في الحد من عدم المساواة الصحية متواضعاً.

## منشورات ذات صلة
نشرت دار بنغون للنشر نسخة مختصرة من التقرير الأسود في عام 1982، مما جعله متاحاً على نطاق واسع.
توصل تقرير وايتهول المنشور في عام 1987 إلى نفس الاستنتاجات التي توصل إليها التقرير الأسود، كما فعل تقرير أتشيسون لاحقًا في عام 1998، ومراجعة مارموت  في عام 2010.